# Johann Heinrich Roos

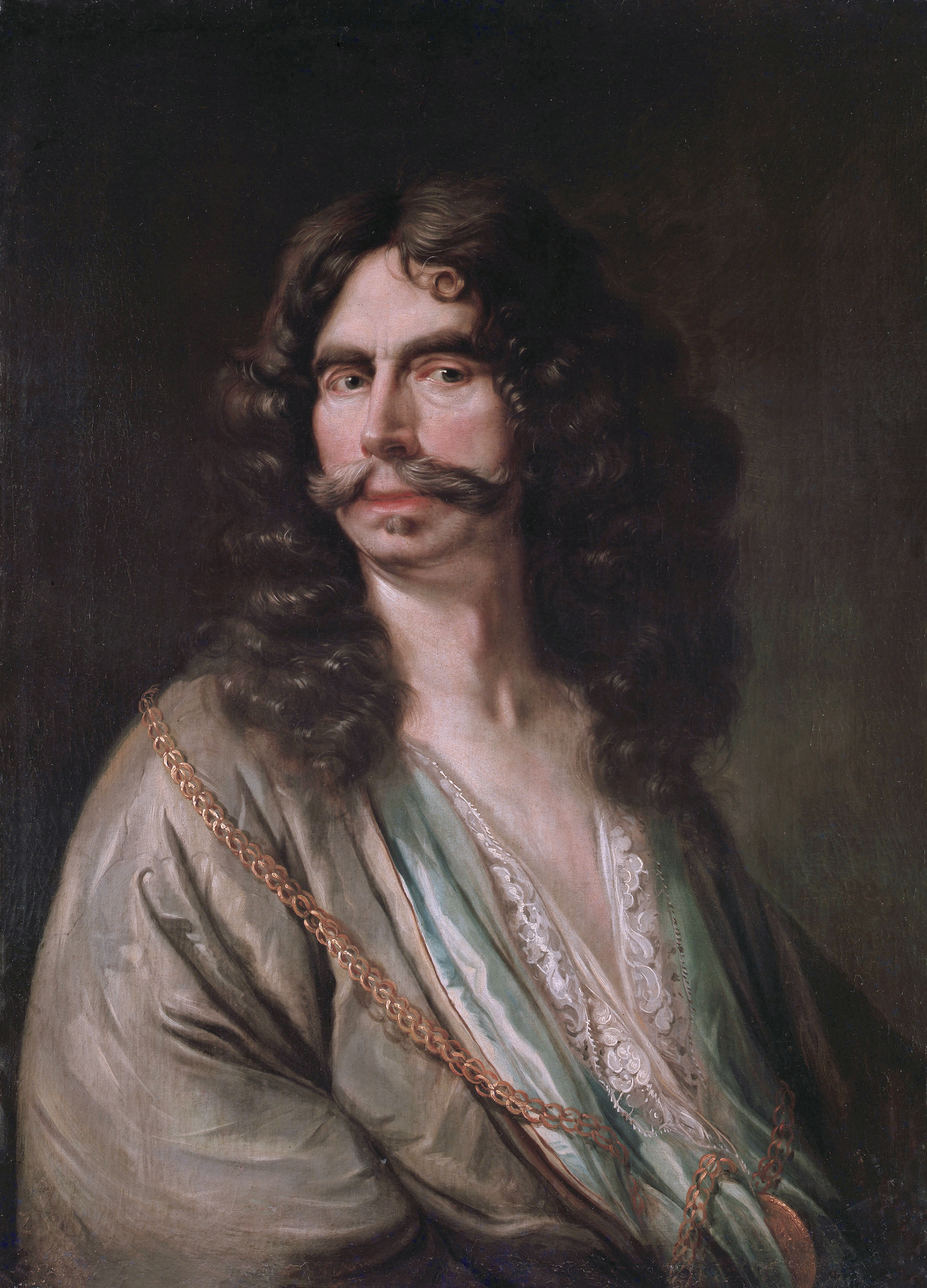
Zelfportret (1682)

Johann Heinrich Roos (Otterberg, 29 september 1631 - Frankfurt am Main, 3 oktober 1685) was een Duitse hofschilder, etser en tekenaar, die voornamelijk historiestukken, genrevoorstellingen, landschappen en diervoorstellingen schilderde.
Roos, ook bekend als Johann Heinrich Roose of Johann Heinrich Rose, werd kort na zijn geboorte als lutheraan gedoopt in Reipoltskirchen. Hij was de broer van de kunstschilder Theodor Roos (1638-1687). Johann trouwde in 1656 in Sankt Goar en kreeg vier zonen en één dochter. Zijn zonen Philipp Peter, Peter, en Johann Melchior werden ook gerespecteerde schilders. 
Roos ontving zijn kunstopleiding in Amsterdam, waar hij van 1640 tot 1652 actief was. Hij leerde de historieschilderkunst van Guilliam du Gardijn, de landschapsschilderkunst van Cornelis de Bie en de portretkunst van Barent Graat. Er zijn aanwijzingen dat een veronderstelde reis naar Italië waarschijnlijk nooit heeft plaatsgevonden.
In 1653 werkte Roos kort in Mainz en van 1654 tot 1659 was hij werkzaam aan het hof van landgraaf Ernst van Hessen-Rheinfels, waar hij portretten, religieuze scènes en idyllische voorstellingen van het plattelandsleven schilderde. Samen met zijn broer Theodor Roos werkte hij mogelijk aan de decoratie van de burcht Rheinfels, die in 1642 door de Fransen was verwoest.
In 1664 werd Roos hofschilder voor Karel I Lodewijk van de Palts in Heidelberg. Na het overlijden van Karel I werd hij hofschilder voor Karel II van de Palts. Van 1667 tot zijn dood in 1685 was hij actief in Frankfurt am Main, waar hij in 1668 het burgerrecht verwierf. 
Roos werd beïnvloed door Nicolaes Berchem en Karel Dujardin, wat zichtbaar is in zijn idyllische voorstellingen. Hij leerde het schildersvak aan zijn zonen en aan onder anderen Johann Rudolf Bys en Johann Philipp Fürich. Hij was van invloed op kunstenaars zoals Jean-Baptiste Huet (I) en Govert van der Leeuw, en werd nagevolgd door Wilhelm von Kobell en Johann Nikolaus Lentzner. Zijn jacht- en dierschilderijen werden in Kassel gegraveerd door Bartholomäus Kilian.
Volgens Houbraken kwam Roos om het leven bij een brand in zijn huis in Frankfurt.
- Art Gallery of South Australia: 4801
- Biblioteca Nacional de España: XX1612944
- Bibliothèque nationale de France: cb14960118v (data)
- Biografisch Portaal: 93705699
- Digitale Bibliotheek voor de Nederlandse Letteren: roos057
- Stuttgart Database of Scientific Illustrators 1450–1950: 10301
- Gemeinsame Normdatei: 118749625
- International Standard Name Identifier: 0000 0001 2129 1968
- KulturNav: 41cbb762-f81a-4f21-ab33-00dc92d8350c
- Library of Congress Control Number: n85354772
- Nationale Bibliotheek van Tsjechië: ola2010586887
- Nederlandse Thesaurus van Auteursnamen: 072983019
- RKD-Nederlands Instituut voor Kunstgeschiedenis: 68071
- Istituto Centrale per il Catalogo Unico: BVEV086439
- SNAC: w6030n7v
- Système universitaire de documentation: 081892292
- Museum of New Zealand Te Papa Tongarewa: 5148
- Union List of Artist Names: 500013837
- Virtual International Authority File: 39647404
- WorldCat: E39PBJccbq7gy3KYyx9mrKJ4bd